# Éder Enikő
Éder Enikő (Kézdivásárhely, 1980. március 18. –) romániai magyar színésznő.

## Életpályája
1980-ban született az erdélyi Kézdivásárhelyen. 2002-ben szerzett diplomát a marosvásárhelyi Szentgyörgyi István Színművészeti Akadémián, mellette a kolozsvári Babes-Bolyai Egyetemen pedagógus képesítést is szerzett. Az egyetem elvégzése után Gyergyószentmiklóson a Figura Stúdió Színházban játszott. 2003-tól a temesvári Csiky Gergely Színház tagja, mellette 2010-től az Aradi Kamaraszínházban is fellép. 2007-ben szerepelt a Magyar Televízió A társulat című műsorában, ahol Sarolt szerepét alakította.

## Színházi szerepeiből
A Színházi adattárban regisztrált bemutatóinak száma: 52.
- Schilling Árpád - Láng Annamária: Exit (Szereplő) - 2016/2017
- Frank Wedekind: A Tavasz Ébredése (Szereplő) - 2016/2017
- Molière: A Versailles-I Rögtönzés Avagy A Majmos Ház (Szereplő) - 2016/2017
- Shakespeare, Sonnet 66 (Szereplő) - 2016/2017
- Tuncer Cücenoğlu: Lavina (Idős Asszony) - 2016/2017
- Magyar (Szereplő) - 2015/2016
- Radu Afrim: A Néző Élete És Halála Felszínes És Ártatlan Történetekben Elmesélve (Szereplő) (Zenész) - 2015/2016
- Shake Kvartett: Húzd Rá! (Szereplő) - 2015/2016
- James Rado - Gerome Ragni - Mcdermot: Hair (Peggy, Néger Nő) - 2015/2016
- Moliendo Café (Szereplő, Szereplő) - 2014/2015
- Sex, Drugs, Gods & Rock ‘N’roll (Zene) - 2013/2014
- Wajdi Mouawad: Futótűz (Jeanne) - 2013/2014
- John Milton: Ég És Föld (Szereplő) - 2013/2014
- Nick Hornby: Fent A Mélyben (Penny, Linda, Cindy) - 2013/2014
- Theodora Herghelegiu: Tündéri (Szereplő) (Zeneszerző) - 2012/2013
- Pintér Béla - Darvas Benedek: Parasztopera (Tündérke) - 2012/2013
- Oleg Presznyakov - Vlagyimir Presznyakov: Özönvíz Előtt (Nő) - 2012/2013
- Örkény István: Tóték (Ágika ) - 2011/2012
- Henrik Ibsen: Peer Gynt (Anitra, Egy Beduin Törzsfőnök Lánya, A Vőlegény Anyja, Pásztorlány Ii.) - 2011/2012
- Vinnai András: Furnitur (Anyós) - 2011/2012
- Németh Ákos: Deviancia (Rákné, Bea És Zsanett Anyja, Kegyszerárus) - 2011/2012
- Heiner Müller: Kvartett (Madame De Merteuil) - 2011/2012
- Kiss Csaba: Veszedelmes Viszonyok (Marquise De Merteui) - 2010/2011
- Anton Pavlovics Csehov: Cseresznyéskert (Sarlotta Ivanovna, Nevelőnő) - 2009/2010
- Joe Dipietro - Jimmy Roberts: Ájlávjú (Szereplő) - 2009/2010
- Boldizsár Miklós - Bródy János - Szörényi Levente: István, A Király (Sarolt, István Anyja ) - 2007/2008
- Nagy András: A Csábító Naplója (Nagynéni) - 2006/2007
- Szirmai Albert - Bakonyi Károly - Gábor Andor: Mágnás Miska (Stefánia Grófnő, Rolla Anyja) - 2005/2006
- Christian Dietrich Grabbe: Don Juan És Faust (Senior Octavio) - 2005/2006
- Szép Ernő: Lila Ákác (Hédi, Táncosnő ) - 2004/2005
- Makszim Gorkij: A Cigánytábor Az Égbe Megy (Lány , Radda Csapatából) - 2004/2005
- Molnár Ferenc: 
  - Az Ibolya (Márkus Kisasszony) - 2003/2004
  - Színház (Sárközy Ii, Színésznő) - 2003/2004
- Molière: Amphitryon (Az Éj) - 2003/2004
- Csókacsevetelő (Előadó) - 2003/2004
- Frank Wedekind: Lulu (Szereplők) - 2002/2003
- Békeffi István - Egri-Halász Imre - Eisemann Mihály: Egy Csók És Más Semmi (I. Dizőz, Dühös Nő) - 2002/2003

## Film és TV-s szerepei
- István, a király  (TV film)
- Mulat a Társulat (TV-műsor)
- Adj békét Uram! (TV film)
- Tündérkert (2023) ...Darbúlia Anna

## Díjai és kitüntetései
- Versünnep József Attila - döntő, a legjobb 12 egyike - Veszprém, Magyarország, 2005
- Pro Cultura Timisiensis, 2008
- Simonyi Pezsgő-díj, 2009
- Közéleti Simonyi-díj, 2010
- Legjobb női főszereplő, Vajdasági Magyar Drámaíró Verseny, Újvidék, 2010
- Legjobb női alakítás-díj, Merteuil márkiné szerepéért, IX. Nemzetiségi Színházi Kollokvium, Gyergyószentmiklós, 2011